# ナーティヤ・シャーストラ
『ナーティヤ・シャーストラ』（サンスクリット: नाट्य शास्त्र、Nāṭyaśāstra、直訳すると「楽劇の教説」）とは、インドの古典的な演劇理論書。
サンスクリット演劇の全般（戯曲の種類、劇の構成、筋の運び、登場人物、演技、用語、俳優、劇場、衣装、舞踊、音楽、韻律、修辞法、詩論）を扱う総合的・実践的な理論書として現存する最古の史料で、のちの伝統的なインド芸術学に技術・思想の両面で大きな影響を与えた。
インド演劇における古典時代は『ナーティヤ・シャーストラ』の成立によって始まる。成立年代に定説はないが、おおよそ紀元前200年から紀元後600年のあいだと考えられている。著者は伝説上の人物バラタとされ、その名を冠したバーラティーヤ・ナーティヤ・シャーストラとも呼ばれる。また伝統的に根本的な教説として扱われることからナーティヤ・ヴェーダ(楽劇聖典）や第五のヴェーダとも呼ばれる。日本語で『演劇典範』と呼ばれることもある。

## 成立
サンスクリット演劇の起源あるいは成立した時期は解っていない。ベンガル地方の民俗劇ヤートラーやギリシア演劇との関係性を指摘する説や、影絵劇・人形劇をルーツとする説などもあるが、確証には至っていない。ただ『ナーティヤ・シャーストラ』には、より古い文献からの引用が見られることから、演劇論の成立は『ナーティヤ・シャーストラ』の成立よりも古いと考えられている。引用される最も古いテキストは『ナタ・スートラ』とされる。
『ナーティヤ・シャーストラ』の成立年代は定まっていないが、おおよそ紀元前200年から紀元後600年のあいだと考えられている。『ナーティヤ・シャーストラ』は原本が残されておらず、いくつかの写本で伝わっている。それらの間には構成する章の数やタイトルに違いがみられるほか、テキストの追記や破損、内部の矛盾やスタイルの変更も見られる。Pandurang Vaman Kaneは、現存する写本に音韻が異なる頌句と散文が混在することを指摘し、3世紀から8世紀にかけて原典に加筆修正が行われた結果、いくつかのバリエーションが生まれたとしている。
ヒンドゥー教の伝承によれば、『ナーティヤ・シャーストラ』の著者は伝説上の聖者バラタである。それによれば「ブラフマンが第五のヴェーダとして演劇を創り、最初の演劇がバラタによって神々・鬼神の前で上演された。その後、バラタの弟子らによって演劇は天上から地上へ降ろされた」とされる。実際の著者を複数人とする説もあるが、Bharat GuptやKapila Vatsyayanは、文体的にひとりの編纂者による著作である可能性が高いとしている。

## 構成
内容は写本によって異なり、36章から38章で構成されている。文章は多くの頌句と散文によって記されており、ナタリア・リドバによれば頌句の数は6000余りに及ぶ。頌句の大部分は8音節4句からなるアヌシュトゥブ音韻で、一部がアーリヤー音韻である。
島田外志夫は、『ナーティヤ・シャーストラ』を構成する37章を次に示す9部に分けている。

### 神々の章
第1章から5章。第1章は演劇の神話的な起源譚である。これによれば、祭式文献として成立した4つのヴェーダのいずれも担当することが出来なかったシュードラに対し、ヴェーダに代わるものとして聖典的な意義と叙事詩的な伝承を伴う芸術として、ナーティヤ（演劇）が作られた、としている。

### 美的享受の章
第6章と第7章にあたる。第6章はラサについて記述される。ラサはインド美学で重要な用語で、第6章にも「ラサなしにいかなる意味も進展しない」と記される。『ナーティヤ・シャーストラ』のラサ論は、設定された状況や感情を味覚に喩えて「さまざまな香料を混ぜ合わせた御馳走を食べることで喜びを得るのと同じように、状況と演技による表現、言葉と身振りによる感情表出によってラサ（情調）が生まれる」としている。第7章はラサに付随するバーヴァ（感情・情緒・状態・状況）について記される。

### 身振りによる演技の章
第8章から14章。

### 言語による演技の章
第15章から19章。

### 楽劇の構造の章
第20章から22章。

### 舞台につながる生活の章
第28章から33章にあたる。主に音楽論が記されている。第28章は楽器の分類・音組織と特定音によるジャーティ（古代音律）の成立。第29章は弦楽器、第30章は管楽器について説かれるが、第30章は極めて短いため欠落があったと考えられる。第31章は拍子について、第32章はドルヴァー（druvā）歌と呼ばれる特殊な音楽について記される。第33章は打楽器の技術と劇への応用などが記される。

### 役者の章
第34章から36章。

### 楽劇の地上降下の章
最終章。